# Île Téviec
Die Île Téviec oder Théviec, bretonisch Tevieg, ist eine nur 8 ha große und bis 11 m hohe Felseninsel vor der Côte Sauvage („wilde Küste“) etwa 2 km westlich vom Isthmus der Halbinsel Quiberon im Département Morbihan der Bretagne in Westfrankreich. Das heute unbewohnte karge Eiland nördlich der kleineren Îlot de Guernic stellt für die Archäologie des französischen Spätmesolithikums einen bedeutenden Ort dar.

## Archäologische Fundstätte
Téviec zählt zu den wenigen Stätten archäologischer Funde aus dem Mesolithikum in der Bretagne. 1928 entdeckte das eine Reihe archäologischer Ausgrabungen durchführende Paar Marthe und Saint-Just Péquart auf der Insel Hinterlassenschaften und Gräber von Menschen der Mittelsteinzeit. Nach etwas unsicheren Radiocarbon-Datierungen mehrerer Proben (1999) sind diese einem Zeitabschnitt zwischen ca. 6740±60 und ca. 5680±50 BP – entsprechend etwa 4790 bis 3730 v. Chr. – und damit der späten Mittelsteinzeit beziehungsweise deren Ende zuzuordnen.
Abgrenzend zum noch pleistozänen Abschnitt der jüngeren Altsteinzeit (Jungpaläolithikum) wird in Mitteleuropa nacheiszeitlich die Mittelsteinzeit angesetzt, mit Beginn des Holozäns vor rund 12.000 Jahren; sie endet mit dem Auftreten von jungsteinzeitlichen sesshaften Kulturen, regional verschieden. Von den zuvor in Gruppen als Jäger und Sammler lebenden Menschen sind Artefakte aus Muschelschalen, Hirschhorn, Knochen und ihre besonders feinen Steinwerkzeuge erhalten. Solche Mikrolithen charakterisieren das Mesolithikum und erlauben nach Form und Ausführung weitere Differenzierungen.

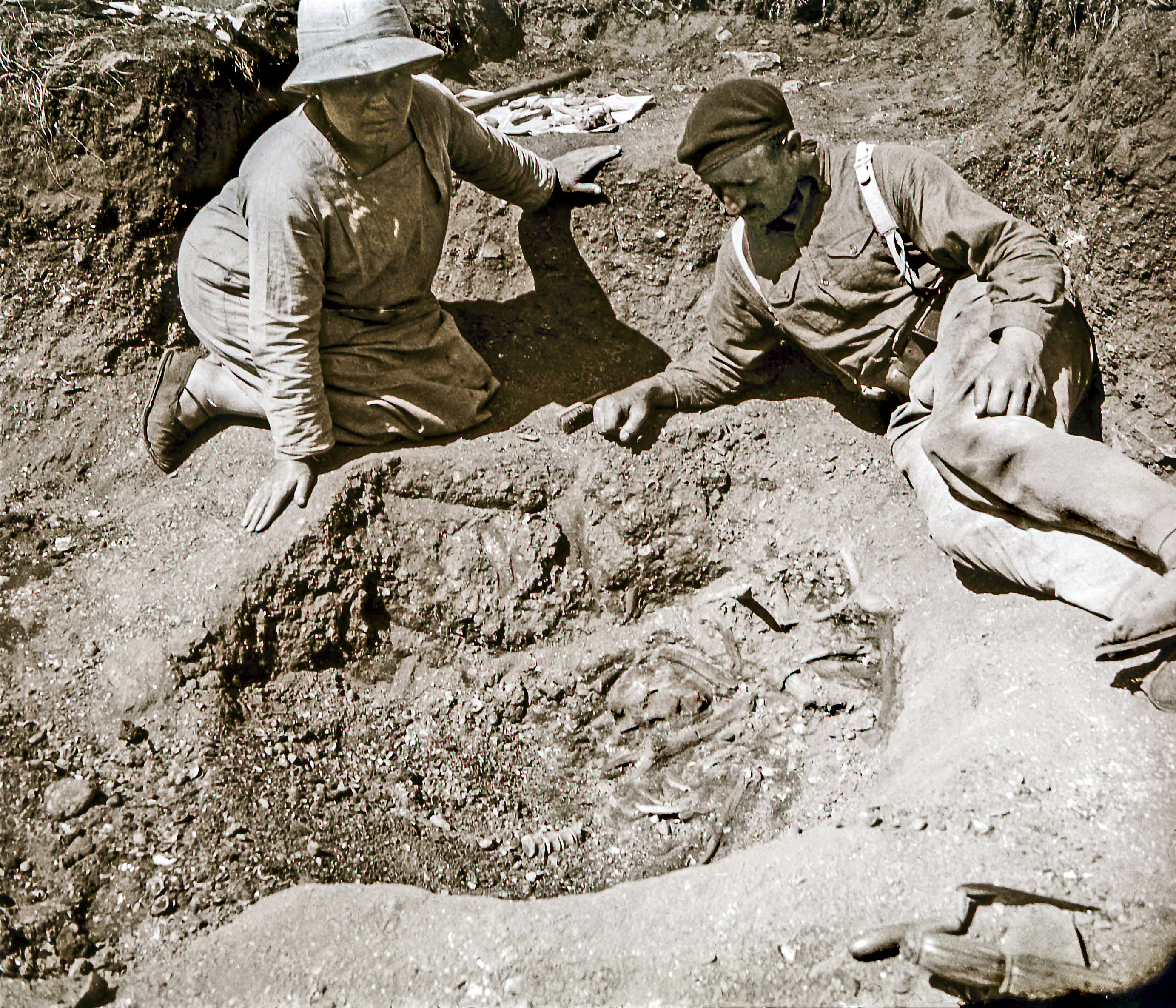
1928 entdeckten Marthe und Victor Saint-Just Péquart auf der Île Téviec eine steinzeitliche Grabstätte

Zwischen 1928 und 1930 war das Archäologenpaar Péquart mehrmals auf der Insel, um Abfallhaufen (Køkkenmøddinger) zu untersuchen und Grabstätten freizulegen. Hierbei wurden zehn Grabplätze gefunden, mit Resten von insgesamt dreiundzwanzig Personen, sowohl Erwachsene wie Kinder. Unter einem großen Muschelhaufen befand sich das Grab (A) von zwei unter 35 Jahre alten Menschen. Sie waren in einer flachen Grube sorgfältig nebeneinander mit aufrechtem Oberkörper und angewinkelten Beinen in Hockhaltung beigesetzt, und von Geweihstangen überwölbt unter Muschelresten begraben, deren hoher Kalkgehalt zur guten Konservierung beitrug.

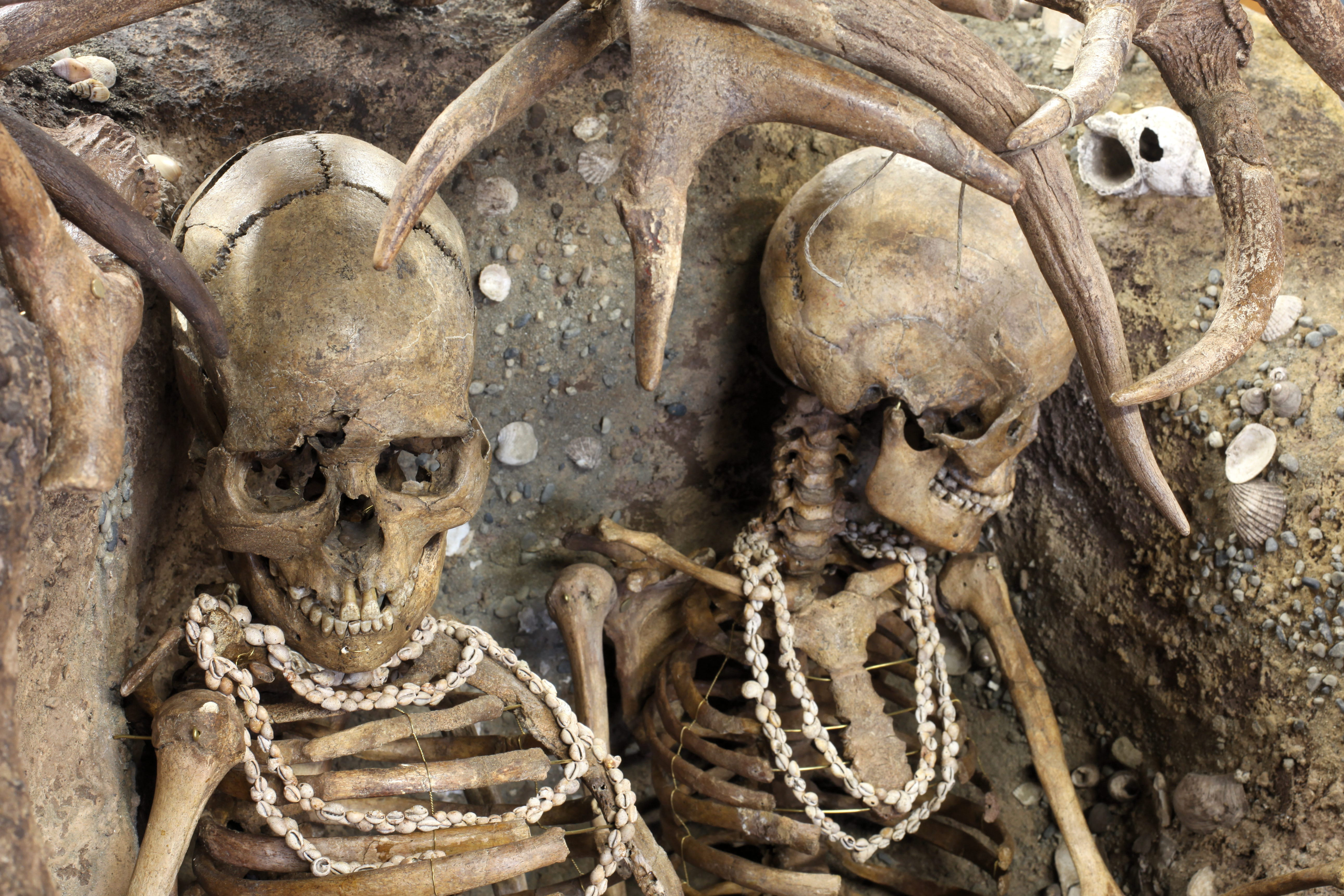
Grabstätte von Téviec mit zwei Skeletten, die Muschelketten tragen

Neben Artefakten aus Flintstein und Wildschweinknochen als Grabbeigaben war an den Skeletten Schmuck erhalten: durchbohrte Meeresmuscheln, die zu Ketten montiert rings um Hals, Arme und Knöchel lagen, sowie Knochenobjekte mit gravierten Linien. Beide Skelette weisen Frakturen durch äußere Gewalteinwirkung auf, womöglich erst postmortal aufgetreten. An einigen Skeletten aus anderen Gräbern finden sich Hinweise auf tödliche oder schwerwiegende Verletzungen, etwa durch Pfeilwunden. Die bei den Grabungen gefundenen Mikrolithen und Geräte, darunter ein sogenannter Lochstab, lehnen sich in etwa dem Tardenoisien an.
Die Funde von Téviec sind von erheblicher Bedeutung für unser Verständnis der späten Mittelsteinzeit am Übergang zur Jungsteinzeit. Sie dokumentieren die Begräbnisriten der letzten Jäger- und Sammler-Kulturen im westlichen Europa und zeigen Phänomene zunehmender Komplexität gegen Ende des Spätmesolithikums Nordwesteuropas. Geografisch gesehen füllen sie  – neben denen auf der benachbarten Île d’Hœdic und solchen auf der Pointe de la Torche – eine Lücke zwischen den mesolithischen Funden in Portugal und im südlichen Skandinavien. Die publizierten Isotopen-Analysen von Knochenproben lassen auch Rückschlüsse zu auf die besondere Rolle von Meeresressourcen für die Ernährung der Mesolithiker auf Téviec und auf Hoëdic. Sie zeigen außerdem eine Differenz zwischen den beiden Inseln. Die auf Hoëdic Bestatteten deckten etwa 75 % ihres Eiweißbedarfs aus dem Meer, die auf Téviec nutzten maritime und terrestrische Eiweißquellen je zu etwa 50 %. Eine Interpretation dieser Ergebnisse muss die unterschiedliche Höhe des Meeresspiegels in Betracht ziehen und ist ohne Kenntnis der damaligen Zugänglichkeit bzw. Landanbindung der heutigen Inseln wenig sinnvoll.

## Grabstätte von Téviec im Museum Toulouse
Eine der zehn Grabstätten, das 1928 geöffnete Grab A, wurde später im Block aus dem Fundplatz gehoben und in das Naturhistorische Museum von Toulouse verbracht, wo die Knochenfunde präpariert und die Grabsituation von 1938 rekonstruiert sowie das entstandene Ensemble anschließend aufbewahrt wurde. Nach einer vollständigen Überarbeitung konnte das restaurierte Schaustück 2010 zunächst im Museum Toulouse im Rahmen einer Ausstellung zur Prähistorie präsentiert werden.

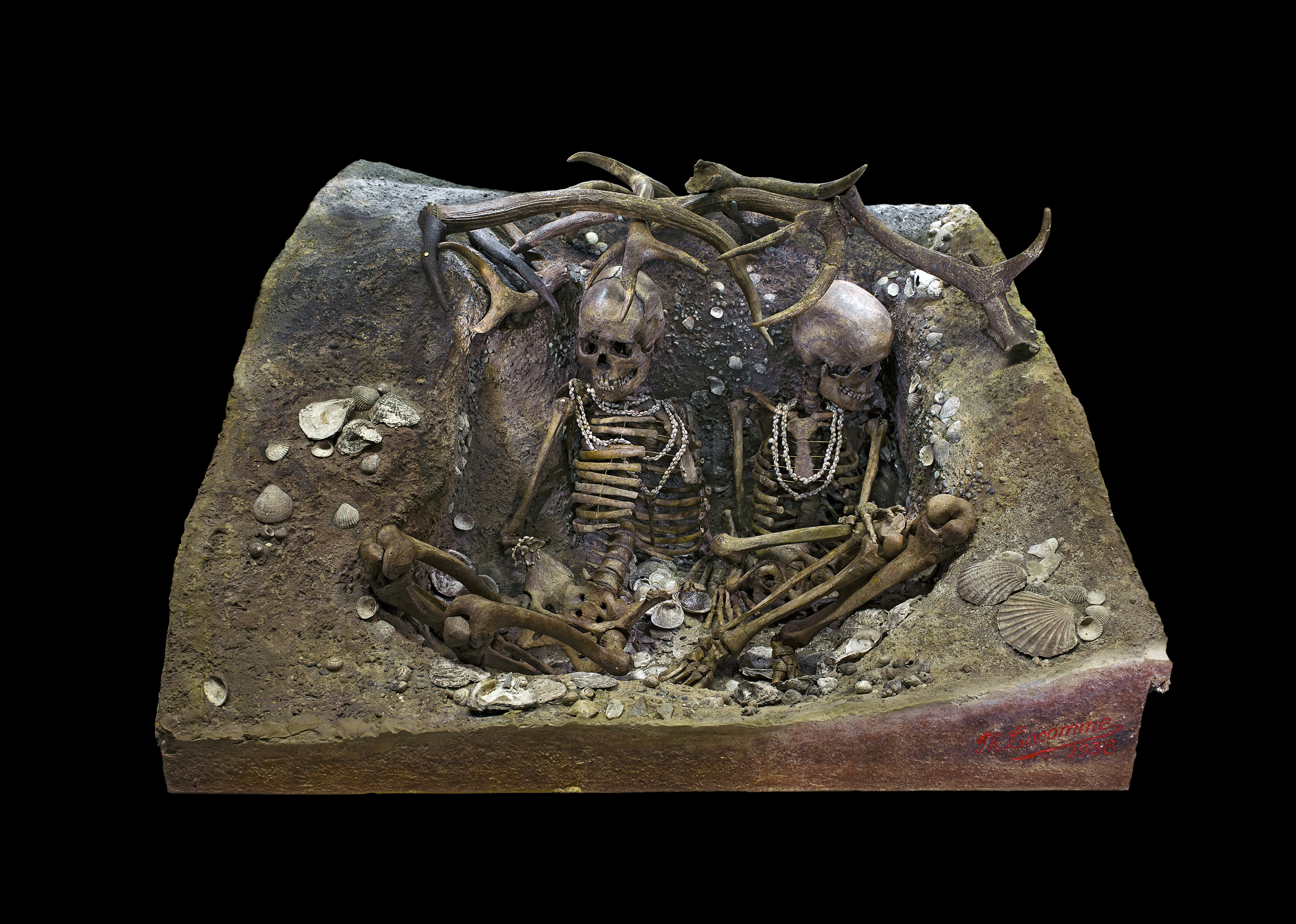
Rekonstituierte Grabstätte von Téviec
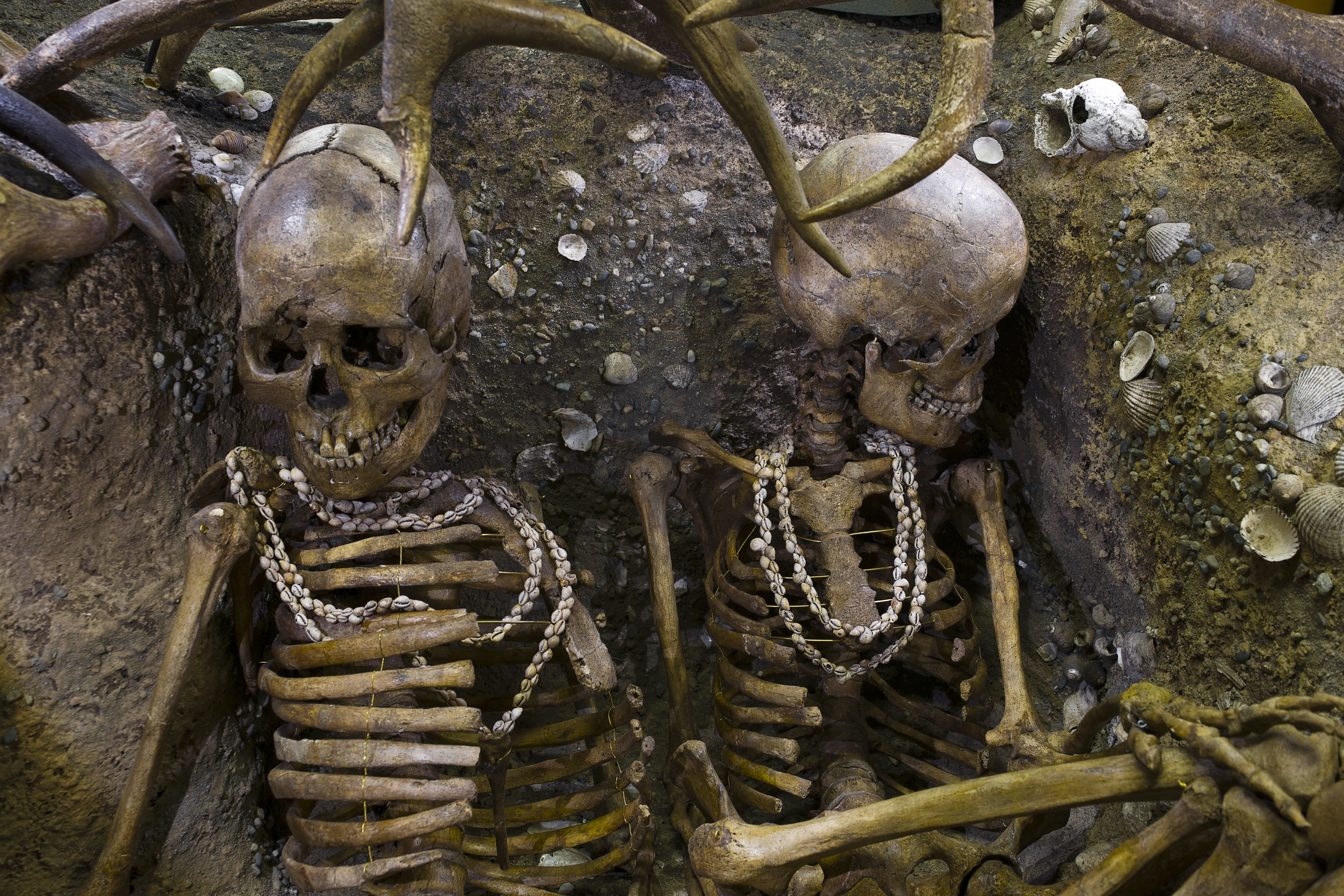
Beide Skelette mit Muschelketten
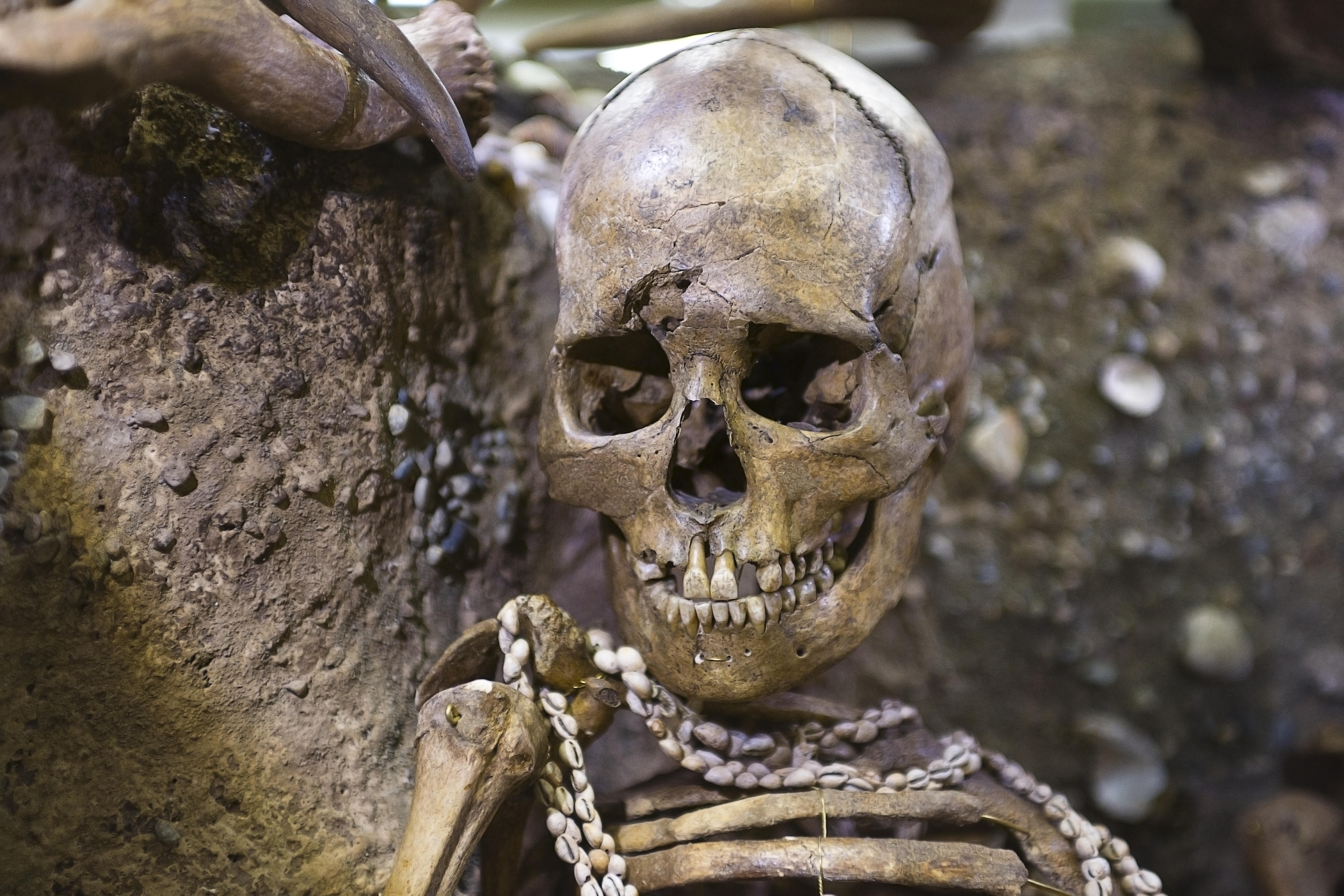
Ausschnitt links
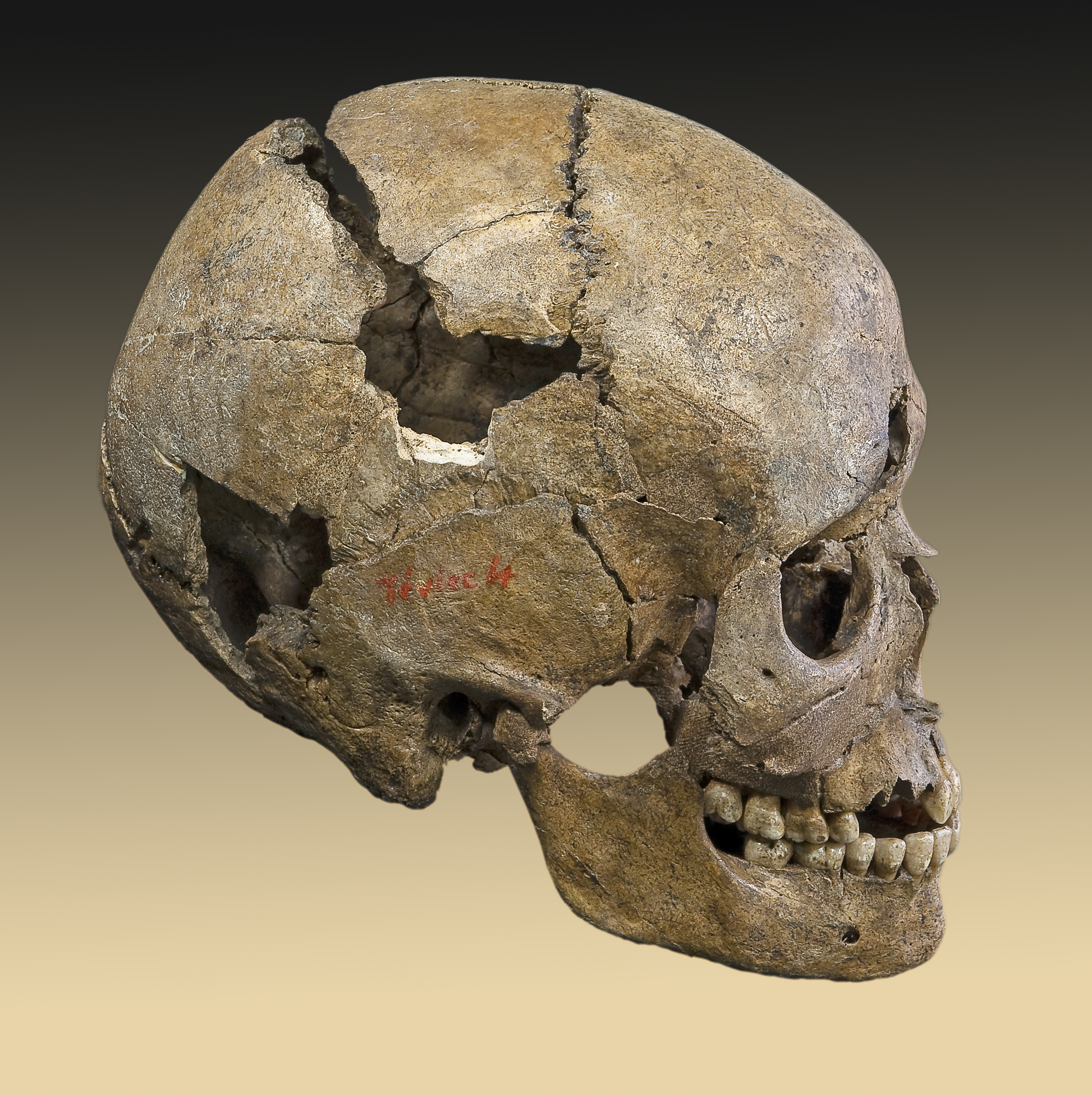
Schädel